# Recopa Sudamericana 1993
La Recopa Sudamericana 1993 fue la quinta edición del torneo organizado por la Confederación Sudamericana de Fútbol que enfrentaba al campeón de la Copa Libertadores de América con el campeón de la Supercopa Sudamericana.
El certamen enfrentó a los cuadros brasileños de São Paulo, ganador de la Copa Libertadores 1992, y Cruzeiro, vencedor de la Supercopa Sudamericana 1992. Los equipos se enfrentaron en dos partidos jugados los días 26 y 29 de septiembre de 1993, en São Paulo y Belo Horizonte, respectivamente. Después de finalizar ambos encuentros sin goles, el conjunto paulista se llevó el título gracias a los tiros desde el punto penal.
Erróneamente, esta edición ha sido registrada por Rec.Sport.Soccer Statistics Foundation (RSSSF) como correspondiente a la temporada 1992, lo cual no es efectivo, ya que la Confederación Sudamericana de Fútbol (Conmebol) confirmó en 2007 que se trata de la edición de 1993 del torneo internacional.

## Equipos participantes
| Cruzeiro  |  | Bandera de Brasil |  | Campeón de la Supercopa Sudamericana (1992) |
| São Paulo |  | Bandera de Brasil |  | Campeón de la Copa Libertadores (1992)      |

## Sedes
| São Paulo                       | Belo Horizonte                 |
| ------------------------------- | ------------------------------ |
| Estadio de Morumbi              | Estadio Mineirão               |
| Capacidad: 120 000 espectadores | Capacidad: 75 783 espectadores |
|                                 |                                |

## Resultados
| Bandera de Brasil | vs. | Bandera de Brasil |
| Cruzeiro 0 0 (2)  | vs. | São Paulo 0 0 (4) |

### Partido de ida
El encuentro de ida correspondió a la quinta fecha del Grupo A del Campeonato Brasileño de 1993.
| 26 de septiembre de 1993                                                        | São Paulo | 0:0 | Cruzeiro | Estadio de Morumbi, São Paulo                                |  |
|                                                                                 |           |     |          | Asistencia: 12 974 espectadores Árbitro(s): Renato Marsiglia |  |
| Correspondiente a la quinta fecha del Grupo A del Campeonato Brasileño de 1993. |           |     |          |                                                              |  |

| 1          | POR        | Zetti          |       |
| 20         | DEF        | Cafú           |       |
| 13         | DEF        | Gilmar         |       |
| 3          | DEF        | Válber         |       |
| 14         | DEF        | Ronaldo Luiz   |       |
| 5          | MED        | Dinho          |       |
| 8          | MED        | Toninho Cerezo |       |
| 9          | MED        | Palhinha       |       |
| 6          | MED        | Leonardo       | Salió |
| 18         | DEL        | Guilherme      | Salió |
| 11         | DEL        | Valdeir        |       |
| Entrenador | Entrenador | Telê Santana   |       |

| 1          | POR        | Sérgio               |       |
| 2          | DEF        | Paulo Roberto        |       |
| 4          | DEF        | Robson               |       |
| 3          | DEF        | Luizinho             |       |
| 6          | DEF        | Nonato               |       |
| 5          | MED        | Ademir               | Salió |
| 11         | MED        | Rogério Lage         |       |
| 8          | MED        | Boiadeiro            |       |
| 10         | MED        | Luís Fernando        |       |
| 7          | DEL        | Macedo               | Salió |
| 9          | DEL        | Ronaldo              |       |
| Entrenador | Entrenador | Carlos Alberto Silva |       |

| 15 | MED | Juninho Paulista | Entró |
| 21 | DEL | André Luiz       | Entró |

| 15 | MED | Douglas | Entró |
| 14 | DEL | Careca  | Entró |

| Amonestado |  | Gilmar    |
| Amonestado |  | Dinho     |
| Amonestado |  | Palhinha  |
| Amonestado |  | Guilherme |

| Amonestado |  | Robson       |
| Amonestado |  | Rogério Lage |

| Árbitro | Renato Marsiglia |

| 1          | POR        | Zetti          |       |
| 20         | DEF        | Cafú           |       |
| 13         | DEF        | Gilmar         |       |
| 3          | DEF        | Válber         |       |
| 14         | DEF        | Ronaldo Luiz   |       |
| 5          | MED        | Dinho          |       |
| 8          | MED        | Toninho Cerezo |       |
| 9          | MED        | Palhinha       |       |
| 6          | MED        | Leonardo       | Salió |
| 18         | DEL        | Guilherme      | Salió |
| 11         | DEL        | Valdeir        |       |
| Entrenador | Entrenador | Telê Santana   |       |

| 1          | POR        | Sérgio               |       |
| 2          | DEF        | Paulo Roberto        |       |
| 4          | DEF        | Robson               |       |
| 3          | DEF        | Luizinho             |       |
| 6          | DEF        | Nonato               |       |
| 5          | MED        | Ademir               | Salió |
| 11         | MED        | Rogério Lage         |       |
| 8          | MED        | Boiadeiro            |       |
| 10         | MED        | Luís Fernando        |       |
| 7          | DEL        | Macedo               | Salió |
| 9          | DEL        | Ronaldo              |       |
| Entrenador | Entrenador | Carlos Alberto Silva |       |

| 15 | MED | Juninho Paulista | Entró |
| 21 | DEL | André Luiz       | Entró |

| 15 | MED | Douglas | Entró |
| 14 | DEL | Careca  | Entró |

| Amonestado |  | Gilmar    |
| Amonestado |  | Dinho     |
| Amonestado |  | Palhinha  |
| Amonestado |  | Guilherme |

| Amonestado |  | Robson       |
| Amonestado |  | Rogério Lage |

| Árbitro | Renato Marsiglia |

### Partido de vuelta
| 29 de septiembre de 1993 | Cruzeiro                                         | 0:0 (2:4 p.)               | São Paulo                        | Estadio Mineirão, Belo Horizonte                         |  |
|                          |                                                  |                            |                                  | Asistencia: 20 018 espectadores Árbitro(s): Jorge Nieves |  |
|                          |                                                  | Tiros desde el punto penal |                                  |                                                          |  |
|                          | Paulo Roberto · Ronaldo · Luís Fernando · Ademir |                            | Dinho · Cafú · Válber · Ronaldão |                                                          |  |

| 1          | POR        | Sérgio               |       |
| 2          | DEF        | Paulo Roberto        |       |
| 4          | DEF        | Robson               |       |
| 3          | DEF        | Luizinho             | Salió |
| 6          | DEF        | Nonato               |       |
| 5          | MED        | Ademir               |       |
| 11         | MED        | Rogério Lage         |       |
| 8          | MED        | Boiadeiro            |       |
| 10         | MED        | Luís Fernando        |       |
| 7          | DEL        | Macedo               | Salió |
| 9          | DEL        | Ronaldo              |       |
| Entrenador | Entrenador | Carlos Alberto Silva |       |

| 1          | POR        | Zetti            |       |
| 20         | DEF        | Cafú             |       |
| 13         | DEF        | Gilmar           |       |
| 3          | DEF        | Válber           |       |
| 4          | DEF        | Ronaldão         |       |
| 5          | MED        | Dinho            |       |
| 8          | MED        | Toninho Cerezo   |       |
| 9          | MED        | Palhinha         | Salió |
| 15         | MED        | Juninho Paulista |       |
| 21         | DEL        | André Luiz       |       |
| 11         | DEL        | Valdeir          | Salió |
| Entrenador | Entrenador | Telê Santana     |       |

| 13 | MED | Célio Lúcio | Entró |
| 14 | DEL | Careca      | Entró |

| 16 | DEL | Catê          | Entró |
| 22 | MED | Paulo Jamelli | Entró |

| Paulo Roberto | Fallo de penal (desviado) | 0:0 |                  |          |
|               |                           | 0:1 | Acierto de penal | Dinho    |
| Ronaldo       | Fallo de penal (atajado)  | 0:1 |                  |          |
|               |                           | 0:2 | Acierto de penal | Cafú     |
| Luís Fernando | Acierto de penal          | 1:2 |                  |          |
|               |                           | 1:3 | Acierto de penal | Válber   |
| Ademir        | Acierto de penal          | 2:3 |                  |          |
|               |                           | 2:4 | Acierto de penal | Ronaldão |

| Árbitro | Jorge Nieves |

| 1          | POR        | Sérgio               |       |
| 2          | DEF        | Paulo Roberto        |       |
| 4          | DEF        | Robson               |       |
| 3          | DEF        | Luizinho             | Salió |
| 6          | DEF        | Nonato               |       |
| 5          | MED        | Ademir               |       |
| 11         | MED        | Rogério Lage         |       |
| 8          | MED        | Boiadeiro            |       |
| 10         | MED        | Luís Fernando        |       |
| 7          | DEL        | Macedo               | Salió |
| 9          | DEL        | Ronaldo              |       |
| Entrenador | Entrenador | Carlos Alberto Silva |       |

| 1          | POR        | Zetti            |       |
| 20         | DEF        | Cafú             |       |
| 13         | DEF        | Gilmar           |       |
| 3          | DEF        | Válber           |       |
| 4          | DEF        | Ronaldão         |       |
| 5          | MED        | Dinho            |       |
| 8          | MED        | Toninho Cerezo   |       |
| 9          | MED        | Palhinha         | Salió |
| 15         | MED        | Juninho Paulista |       |
| 21         | DEL        | André Luiz       |       |
| 11         | DEL        | Valdeir          | Salió |
| Entrenador | Entrenador | Telê Santana     |       |

| 13 | MED | Célio Lúcio | Entró |
| 14 | DEL | Careca      | Entró |

| 16 | DEL | Catê          | Entró |
| 22 | MED | Paulo Jamelli | Entró |

| Paulo Roberto | Fallo de penal (desviado) | 0:0 |                  |          |
|               |                           | 0:1 | Acierto de penal | Dinho    |
| Ronaldo       | Fallo de penal (atajado)  | 0:1 |                  |          |
|               |                           | 0:2 | Acierto de penal | Cafú     |
| Luís Fernando | Acierto de penal          | 1:2 |                  |          |
|               |                           | 1:3 | Acierto de penal | Válber   |
| Ademir        | Acierto de penal          | 2:3 |                  |          |
|               |                           | 2:4 | Acierto de penal | Ronaldão |

| Árbitro | Jorge Nieves |

|                               |
| Bandera de Brasil             |
| Campeón São Paulo 1.er título |